# Nordische Badmintonmeisterschaft 1969
Die Nordische Badmintonmeisterschaft 1969 fand vom 15. bis zum 16. November 1969 in Helsinki statt. Es war die achte Auflage dieses internationalen Badmintonwettbewerbs der skandinavischen Staaten.

## Sieger und Platzierte
| Disziplin    | Gold                                 | Silber                               | Bronze                           |
| ------------ | ------------------------------------ | ------------------------------------ | -------------------------------- |
| Herreneinzel | Sture Johnsson                       | Kurt Johnsson                        | Harald Nettli                    |
| Herreneinzel | Sture Johnsson                       | Kurt Johnsson                        | Erland Kops                      |
| Dameneinzel  | Imre Rietveld Nielsen                | Eva Twedberg                         | Anne Flindt                      |
| Dameneinzel  | Imre Rietveld Nielsen                | Eva Twedberg                         | Lonny Bostofte                   |
| Herrendoppel | Svend Pri Per Walsøe                 | Henning Borch Erland Kops            | Sture Johnsson Kurt Johnsson     |
| Herrendoppel | Svend Pri Per Walsøe                 | Henning Borch Erland Kops            | Hans Sperre Harald Nettli        |
| Damendoppel  | Anne Flindt Pernille Mølgaard Hansen | Imre Rietveld Nielsen Lonny Bostofte | Eva Twedberg Karin Lindquist     |
| Damendoppel  | Anne Flindt Pernille Mølgaard Hansen | Imre Rietveld Nielsen Lonny Bostofte | Sylvi Jormanainen Bodil Valtonen |
| Mixed        | Per Walsøe Pernille Mølgaard Hansen  | Henning Borch Imre Rietveld Nielsen  | Sture Johnsson Eva Twedberg      |
| Mixed        | Per Walsøe Pernille Mølgaard Hansen  | Henning Borch Imre Rietveld Nielsen  | Kurt Johnsson Karin Lindquist    |

## Finalresultate
| Disziplin    | Sieger                               | Finalist                             | Ergebnis     |
| ------------ | ------------------------------------ | ------------------------------------ | ------------ |
| Herreneinzel | Sture Johnsson                       | Kurt Johnsson                        | 15–6, 15–8   |
| Dameneinzel  | Imre Rietveld Nielsen                | Eva Twedberg                         | 12–9, 11–9   |
| Herrendoppel | Svend Pri Per Walsøe                 | Henning Borch Erland Kops            | 15–5, 15–2   |
| Damendoppel  | Anne Flindt Pernille Mølgaard Hansen | Imre Rietveld Nielsen Lonny Bostofte | 15–7, 15–9   |
| Mixed        | Per Walsøe Pernille Mølgaard Hansen  | Henning Borch Imre Rietveld Nielsen  | 15–12, 15–13 |